# Heinz Koch (Skispringer)
Heinz Koch (* 22. Oktober 1961 in Villach) ist ein ehemaliger österreichischer Skispringer und Skisprungtrainer. Er war Cheftrainer der österreichischen, tschechischen, slowenischen, französischen und chinesischen Nationalmannschaft und ist momentan Stützpunkttrainer des Deutschen Skiverbandes in Willingen. Während Koch als Aktiver keine großen Erfolge feiern konnte, gewann er als Trainer Medaillen bei Weltmeisterschaften und Olympischen Spielen.

## Werdegang
In seiner aktiven Karriere erreichte Koch bis auf die Silbermedaille bei der ersten Junioren-Skisprung-Europameisterschaft 1978 in Murau keine größeren Erfolge. Er nahm zwischen 1980 und 1985 an sieben Vierschanzentourneespringen teil. Dabei war ein 38. Rang sein bestes Resultat. Seine beste Weltcup-Platzierung außerhalb der Tournee erreichte er 1985 in Lahti mit einem 21. Rang, damit blieb er ohne Weltcup-Punkte.
Seinen ersten Trainerjob bei einer Nationalmannschaft bekam Heinz Koch im Jahr 1992, als er Anton Innauer als Cheftrainer des erfolgreichen österreichischen Teams ablöste. In den drei Jahren, die Koch diesen Posten belegte, gewann Andreas Goldberger 2-mal die Vierschanzentournee (1993 und 1995) und 2-mal den Gesamtweltcup (1993 und 1995). In den 3 Jahren seiner Amtszeit erreichten die ÖSV Springer bei WM und OWS insgesamt 6 Medaillen. An allen Medaillen war Andreas Goldberger beteiligt, der von Koch auch privat betreut wurde. Im Anschluss an den Teamwettbewerb bei der Ski-WM 1995 erklärte der Trainer seinen Rücktritt. Im letzten Wettkampf der Weltmeisterschaft sicherte sich Goldberger die Silbermedaille und widmete sie dem zurückgetretenen Koch.
Sein erstes Engagement im Ausland hatte Heinz Koch 1997 als Berater des Tschechischen Teams. Nach einem Jahr als Privattrainer von Andreas Goldberger in der Saison 1997/1998 wechselte er das Jahr darauf als Cheftrainer nach Slowenien. Nachdem er das slowenische Team nach nur einem Jahr wieder verlassen hatte, nahm er einen Job als Trainer der französischen Nationalmannschaft an. Mit Einzelerfolgen, wechselte er nach zwei Jahren in diesem Job nach China. Dort baute er ab Januar 2003 das erste Skisprungteam des Landes auf. Im Januar 2004 traten die chinesischen Athleten erstmals in der Qualifikation für die Vierschanzentournee an, scheiterten aber frühzeitig. Auch ein Jahr darauf starteten Skispringer aus China bei der Tournee, Koch meinte allerdings gegenüber den Medien: „Für den Weltcup stimmt die Leistung noch nicht, die Vierschanzentournee machen wir nur für den Sponsor.“ Es gelang in diesem Jahr allerdings, dass sich Tian Zhandong mit einem guten Qualifikationssprung für den Hauptbewerb qualifizieren konnte. Ansonsten gingen die Chinesen überwiegend im Continental Cup an den Start, wo beispielsweise Tian Zhandong als beste Platzierung Rang sechs erreichte und Li Yang sogar einmal den Sprung aufs Podium mit einem dritten Platz in Braunlage schaffte. 2005 nahmen Kochs Sportler an der Weltmeisterschaft in Oberstdorf teil und qualifizierten sich 2006 erstmals für die Olympischen Spiele in Turin.
Nach drei Jahren als Cheftrainer in China wechselte Heinz Koch, nachdem der Chinesische Skiverband auch finanzielle Probleme aufwies, im Sommer 2006 wieder nach Europa. Gemeinsam mit anderen Österreichern arbeitet er seitdem für den Deutschen Skiverband als Stützpunkttrainer in Willingen. Dort betreute Koch unter anderem Stephan Leyhe, den späteren Olympiamedaillengewinner von 2018.

## Privates
Heinz Koch war mit der 2015 verstorbenen Schwester des Skisprung-Olympiasiegers von 1992, Ernst Vettori, verheiratet. Sein Sohn Björn Koch wurde 1993 geboren und ist ebenfalls aktiver Skispringer. Er schaffte in der Saison 2009/10 auch den Sprung in den Österreichischen B-Kader. Sein Bruder Fritz Koch war ebenfalls Weltcupspringer. Ebenfalls mit dem Trainer verwandt ist Martin Koch, der viele Jahre Mitglied der österreichischen Skisprungnationalmannschaft war. Er ist Heinz Kochs Neffe.